# Margit Frankau
Margit Frankau, geborene Rosenthal (* 13. Juni 1889 in Graz; † 19. November 1944 im Ghetto Theresienstadt) war eine österreichische Diakonisse. Zur Zeit des Nationalsozialismus wurde sie als Jüdin verfolgt und war als sogenannter Prominenter Häftling im Ghetto Theresienstadt. Frankau verstarb krankheitsbedingt im Ghetto.

## Leben
Margit Rosenthal war Tochter eines wohlhabenden jüdischen Geschäftsmannes, der aus Frankfurt am Main stammte. Sie wuchs mit ihren beiden Geschwistern in Graz auf und wurde evangelisch erzogen. 1905 legte sie die Matura am Mädchenlyzeum in Graz ab. Sie absolvierte zunächst einen kaufmännischen Kurs und erlernte danach den Beruf einer Englischlehrerin. Ihren Nachnamen änderte die deutsch-national eingestellte Frau 1916 von Rosenthal auf den Geburtsnamen ihrer Mutter Frankau.
In München ließ sie sich beim Bayerischen Roten Kreuz 1911 zur Hilfsschwester ausbilden. Ab 1912 war sie an der kinderchirurgischen beziehungsweise -orthopädischen Abteilung der Universitätsklinik Graz tätig und wurde dort bald Operationsschwester unter Hans Spitzy. Unter Spitzy arbeitete sie ab 1913 auch am k.k. Reservespital 11 in Wien und wurde während des Ersten Weltkrieges für ihren dortigen Einsatz als Rotkreuzschwester mit der Silbernen Ehrenmedaille des Roten Kreuzes mit Kriegsdekoration ausgezeichnet. Nach Kriegsende blieb Frankau bis 1934 Spitzys Privatassistentin, der bald darauf das Wiener Orthopädische Spital Speising leitete und Universitätsprofessor wurde.
Nach dem Ende ihres Anstellungsverhältnisses bei Spitzy wurde Frankau im November 1934 Diakonisse der Gallneukirchner Diakonissenanstalt und übernahm bis Dezember 1942 entsprechende pflegerische Tätigkeiten am Grazer Sanatorium, dem späteren Diakonissenkrankenhaus. Nach dem Anschluss Österreichs an das Deutsche Reich sowie dem Ausbruch des Zweiten Weltkrieges erkundigte sich Frankau Mitte September 1941 bei der Oberin der Diakoniegemeinschaft, ob sie auch den Judenstern tragen müsse. Die Oberin Auguste Mohrmann antwortete ihr kurz darauf, dass ihr Verband nichts dagegen unternehmen könne und die örtliche Polizeibehörde für diese Fragen zuständig sei.
Frankau wurde schließlich ins Ghetto Theresienstadt deportiert, wo sie am 6. Januar 1943 ankam. Dort wirkte sie als Heilgehilfin im Gesundheitswesen. Frankau starb am 19. November 1944 im Ghettokrankenhaus an einer Meningitis. Ihre Kurzvita ist in dem Fotoalbum des Theresienstadt-Konvoluts enthalten, in dem sie als A-Prominente aufgeführt ist.